# Embajada de Argentina en Francia
La Embajada de la República Argentina en Francia es la principal representación diplomática de la República Argentina en ese país europeo.

## Sede
La sede de la misión diplomática se encuentra en la calle Cimarosa número 6, de la ciudad de París.
La construcción del hôtel particulier fue la obra del arquitecto Jacques Hermant. El inmueble es de estilo Belle Époque. Fue realizado para el emprendedor empresario de arte León Orosdi en enero de 1895, que la habitó hasta 1923.
El 14 de enero de 1926, el inmueble fue adquirido a nombre del gobierno de la República Argentina por indicación del presidente argentino Marcelo Torcuato de Alvear por Federico Álvarez de Toledo, embajador argentino en París, pero sin la autorización del Poder Ejecutivo Nacional. El gobierno siguiente se opuso a la autorización de compra y la demora hizo que fuera la residencia del embajador a título personal. La sede de la embajada fue finalmente instalada el 10 de febrero de 1964.

## Lista de embajadores argentinos en Francia
| Embajador                                                               | Inicio                  | Final                    | Designado por (Presidente de la Nación Argentina) | Acreditado ante (Monarca de Francia/ Presidente de la República Francesa) | Observaciones |
| ----------------------------------------------------------------------- | ----------------------- | ------------------------ | ------------------------------------------------- | ------------------------------------------------------------------------- | --- |
| Manuel de Sarratea                                                      | 24 de abril de 1841     | 21 de septiembre de 1849 | Juan Manuel de Rosas                              | Luis Felipe I                                                             | Ministro plenipotenciario. Fallece en el cargo. |
| Mariano Severo Balcarce                                                 | 16 de diciembre de 1857 | 1 de julio de 1860       | Valentín Alsina                                   | Napoleón III                                                              | En 1854 fue designado «agente confidencial» del Estado de Buenos Aires por Pastor Obligado y en 1857, encargado de negocios y cónsul general del Estado de Buenos Aires por Valentín Alsina, presentando cartas credenciales ante Alejandro José Colonna-Walewski. El 1 de julio de 1860 cesa la Legación del Estado de Buenos Aires en París. |
| Juan Bautista Alberdi                                                   | diciembre de 1857       | 1860                     | Justo José de Urquiza                             | Napoleón III                                                              | Designado como encargado de negocios y reconocido como ministro plenipotenciario de la Confederación Argentina. |
| Mariano Severo Balcarce                                                 | 22 de noviembre de 1860 | 12 de abril de 1862      | Santiago Derqui                                   | Napoleón III                                                              | Encargado de negocios de la Confederación Argentina. En abril de 1862, Bartolomé Mitre y Eduardo Costa cesan a todos los agentes diplomáticos de la Confederación. |
| Mariano Severo Balcarce                                                 | 1863                    | 20 de febrero de 1885    | Bartolomé Mitre                                   | Napoleón III                                                              | En 1863, Mitre lo designa ministro plenipotenciario en Francia, Gran Bretaña, España e Italia. En 1883, Julio Argentino Roca lo designa ministro plenipotenciario en Francia y Bélgica. Fallece en el cargo. Tras la misión de Juan del Campillo se hizo cargo de las relaciones con la Santa Sede.                                            |
| Juan Bautista Alberdi                                                   | —                       | —                        | Julio Argentino Roca                              | —                                                                         | Designado por Roca en 1881, pero no fue aprobado por el Senado de la Nación. |
| José Camilo Paz                                                         | 15 de junio de 1885     | 1894                     | Julio Argentino Roca                              | Jules Grévy                                                               | Nombrado tras el fallecimiento de Mariano Balcarce. Ejerce como ministro plenipotenciario en Francia y Bélgica. Secretario de Legación: Ernesto Bosch. |
| Miguel Cané                                                             | 1896                    | 1898                     | José Evaristo Uriburu                             | Félix Faure                                                               | Ministro plenipotenciario en Francia y Bélgica. |
| Carlos Calvo                                                            | 1898                    | 1905                     | José Evaristo Uriburu                             | Félix Faure                                                               | Ministro plenipotenciario en Francia y Bélgica. En 1899 recompuso las relaciones con la Santa Sede y fue también acreditado ante León XIII. |
| Ernesto Bosch                                                           | 1905                    | 1910                     | Manuel Quintana                                   | Émile Loubet                                                              | Ministro plenipotenciario. |
| Enrique Larreta                                                         | 1910                    | 1916                     | Roque Sáenz Peña                                  | Raymond Poincaré                                                          | [ 14 ] |
| Marcelo Torcuato de Alvear                                              | 1917                    | septiembre de 1922       | Hipólito Yrigoyen                                 | Raymond Poincaré                                                          | |
| Federico Álvarez de Toledo                                              | octubre de 1922         | 7 de octubre de 1930     | Hipólito Yrigoyen                                 | Alexandre Millerand                                                       | Renuncia tras el golpe de Estado de 1930. |
| Tomás Le Bretón                                                         | enero de 1931           | 1938                     | José Félix Uriburu                                | Gastón Doumergue                                                          | [ 16 ] |
| Miguel Ángel Cárcano                                                    | 1938                    | enero de 1942            | Roberto M. Ortiz                                  | Albert Lebrun                                                             | Tras la Ocupación de Francia por las Fuerzas del Eje, Argentina mantuvo relaciones con el Estado Francés y la embajada fue trasladada a Vichy. Se mantuvo un consulado en París. |
| Carlos Echagüe                                                          | enero de 1942           | junio de 1942            | Roberto M. Ortiz                                  | Philippe Pétain                                                           | [ 17 ] |
| Ricardo Olivera                                                         | junio de 1942           | agosto de 1943           | Ramón Castillo                                    | Philippe Pétain                                                           | [ 17 ] |
| Alberto F. Agüero                                                       | agosto de 1943          | 26 de enero de 1944      | Pedro Pablo Ramírez                               | Philippe Pétain                                                           | Secretario de la Embajada, permaneció como encargado de negocios hasta la ruptura de relaciones diplomáticas con las Potencias del Eje. |
| Ruptura de relaciones diplomáticas con la Francia de Vichy (1944-1945). |                         |                          |                                                   |                                                                           | |
| Rodolfo Muñoz                                                           | 15 de mayo de 1945      | 3 de septiembre de 1945  | Edelmiro Farrell                                  | Charles de Gaulle                                                         | Se establecen relaciones con el Gobierno provisional de la República Francesa. Encargado de negocios ad interim. |
| Adrián César Escobar                                                    | 3 de septiembre de 1945 | 1946                     | Edelmiro Farrell                                  | Charles de Gaulle                                                         | [ 21 ] |
| Honorio Leguizamón Pondal                                               | 1946                    | 1947                     | Juan D. Perón                                     | Georges Bidault                                                           | [ 22 ] |
| Julio Victorica Roca                                                    | 1947                    | 1949                     | Juan D. Perón                                     | Vincent Auriol                                                            | [ 23 ] |
| Héctor Alberto Madero                                                   | 1949                    | 1953                     | Juan D. Perón                                     | Vincent Auriol                                                            | [ 24 ] |
| Alfonso de Laferrère                                                    | —                       | —                        | Eduardo Lonardi                                   | —                                                                         | Designado en noviembre de 1955 por Lonardi. Sin embargo, con la asunción de Aramburu a los pocos días, fue obligado a renunciar (pese a tener el plácet), siendo nombrado embajador en Chile. |
| Juan Carlos Rébora                                                      | 1955                    | 1958                     | Pedro Eugenio Aramburu                            | René Coty                                                                 | [ 26 ] |
| Alejandro Ceballos                                                      | 1958                    | 1960                     | Arturo Frondizi                                   | Charles de Gaulle                                                         | [ 27 ] |
| Horacio Aguirre Legarreta                                               | 14 de febrero de 1961   | 1963                     | Arturo Frondizi                                   | Charles de Gaulle                                                         | [ 28 ] |
| Adolfo Galatoire                                                        | 1964                    | 1966                     | Arturo Illia                                      | Charles de Gaulle                                                         | [ 29 ] |
| Horacio Aguirre Legarreta                                               | 1966                    | 1970                     | Juan Carlos Onganía                               | Charles de Gaulle                                                         | Segunda vez en el cargo. |
| Carlos Indalecio María Gómez Alzaga                                     | 1971                    | 1973                     | Alejandro Lanusse                                 | Georges Pompidou                                                          | [ 31 ] |
| César Augusto de la Vega                                                | 21 de noviembre de 1974 | junio de 1975            | María E. Martínez de Perón                        | Valéry Giscard d'Estaing                                                  | [ 32 ] |
| Tomás Joaquín de Anchorena                                              | julio de 1976           | 22 de julio de 1981      | Jorge Rafael Videla                               | Valéry Giscard d'Estaing                                                  | Montó en la embajada el «Centro Piloto de Información» al servicio de la dictadura militar. |
| Gerardo Schamis                                                         | 2 de octubre de 1981    | 10 de diciembre de 1983  | Roberto Viola                                     | François Mitterrand                                                       | [ 35 ] |
| Carlos Ortiz de Rozas                                                   | 1984                    | 1989                     | Raúl Alfonsín                                     | François Mitterrand                                                       | [ 36 ] |
| Ítalo Luder                                                             | 1990                    | 1994                     | Carlos Menem                                      | François Mitterrand                                                       | |
| Juan Archibaldo Lanús                                                   | 1994                    | 2000                     | Carlos Menem                                      | François Mitterrand                                                       | |
| Carlos Pérez Llana                                                      | 2000                    | 2001                     | Fernando de la Rúa                                | Jacques Chirac                                                            | |
| Juan Archibaldo Lanús                                                   | 2002                    | 2006                     | Eduardo Duhalde                                   | Jacques Chirac                                                            | Segunda vez en el cargo. En simultáneo, fue delegado permanente ante la Unesco. |
| Eric Calcagno                                                           | 2006                    | 10 de diciembre de 2007  | Néstor Kirchner                                   | Jacques Chirac                                                            | |
| Luis Ureta Sáenz Peña                                                   | 2008                    | 10 de diciembre de 2011  | Cristina Fernández de Kirchner                    | Nicolas Sarkozy                                                           | [ 38 ] |
| Aldo Ferrer                                                             | 3 de febrero de 2011    | 18 de abril de 2013      | Cristina Fernández de Kirchner                    | Nicolas Sarkozy                                                           | |
| María del Carmen Squeff                                                 | febrero de 2014         | febrero de 2016          | Cristina Fernández de Kirchner Mauricio Macri     | François Hollande                                                         | |
| Jorge Faurie                                                            | 26 de julio de 2016     | 12 de junio de 2017      | Mauricio Macri                                    | François Hollande                                                         | |
| Mario Raúl Verón Guerra                                                 | 31 de agosto de 2018    | 11 de marzo de 2020      | Mauricio Macri Alberto Fernández                  | Emmanuel Macron                                                           | |
| Leonardo Costantino                                                     | 21 de octubre de 2020   | 27 de diciembre de 2023  | Alberto Fernández                                 | Emmanuel Macron                                                           | [ 39 ] |
| Ian Sielecki                                                            | Mayo de 2024            |                          | Javier Milei                                      | Emmanuel Macron                                                           | |